# Carmen - Uma Biografia
Carmen - Uma Biografia é um livro biográfico escrito por Ruy Castro e lançado em 2005 pela Companhia das Letras. A obra aborda os principais acontecimentos da vida de Carmen Miranda, desde sua ascensão como cantora de rádio na década de 1930 no Brasil, passando pelo auge de sua carreira como atriz de Hollywood e cantora da Broadway, até seu processo de declínio e morte.

## Sinopse
Ano a ano, o jornalista Ruy Castro acompanha a vida de Carmen Miranda, a 'brasileira mais famosa do século 20', desde seu nascimento em uma aldeia em Portugal até sua vinda ao Rio de Janeiro, em 1909, com apenas dez meses de idade, e sua consagração tanto no Brasil quanto internacionalmente. A obra relata a ascensão meteórica de Carmen, aborda seus problemas com estimulantes, soníferos e álcool, e explora a intimidade de seus relacionamentos amorosos. É um livro revelador que mostra que, por trás da alegria de 'Tique-Taque do Meu Coração', existia uma mulher real e complexa, muito mais rica do que sua imagem jamais deixou transparecer.
Carmen é considerada a maior biografia de um artista já publicada no Brasil. No livro, Ruy Castro desmonta a ideia superficial de que o estereótipo de Carmen Miranda foi uma imposição de Hollywood. Os filmes estrelados pela cantora são frequentemente associados à 'política da boa vizinhança', uma estratégia de aproximação cultural (com fins comerciais) dos EUA com a América Latina, idealizada por Nelson Rockefeller e apoiada pelo presidente Franklin D. Roosevelt. Segundo Castro, "eles até podem ter colaborado para o plano, mas não começaram por causa dele".
Ruy Castro dedicou cerca de cinco anos a pesquisas sobre a vida da artista, utilizando como fonte o cruzamento de dezenas de entrevistas com pesquisas em jornais e arquivos pessoais."

## Recepção
Dirceu Alves Jr., escrevendo para a revista Isto É, afirmou que "Carmen perde em agilidade e frescor, mas se esbalda em detalhes que, mesmo não tão inéditos, ganham força na escrita de Castro e garantem uma bela descrição da trajetória da artista". A revista Trip classificou a biografia como "divertida, instrutiva e essencial".

## Versão para televisão
Os direitos para a televisão da biografia foram posteriormente vendidos à TV Globo, que planejava fazer uma minissérie sobre Carmen Miranda. No entanto, a emissora enfrentou várias exigências feitas pela família da cantora e entraves na justiça com a produtora Paula Lavigne, que em 1998 comprou por US$ 200 mil a exclusividade sobre os direitos biográficos de Carmen para a realização de um filme sobre sua vida, o que dificultou o andamento do projeto. A ideia da minissérie foi do diretor Carlos Manga, que convidou a escritora Maria Adelaide Amaral para assumir o roteiro, depois nas mãos de Silvio de Abreu.
Em 27 de dezembro de 2015, o colunista Fernando Oliveira, do jornal Folha de S.Paulo, anunciou que em 2016 a emissora pretendia retomar as negociações com a família de Carmen Miranda para conseguir autorização para levar sua história à TV".
Em setembro de 2022, a jornalista Anna Luiza Santiago do O Globo publicou que a comediante Tatá Werneck havia aceitado interpretar Carmen Miranda em uma minissérie do diretor Bruno Barreto, baseada no livro de Ruy Castro.

## Prêmios
O livro foi vencedor do Prêmio Jabuti de "melhor biografia" e "melhor livro de não-ficção" em 2006.
| Ano  | Prêmio            | Categoria                               | Resultado |
| ---- | ----------------- | --------------------------------------- | --------- |
| 2006 | 48º Prêmio Jabuti | Prêmio Jabuti - Melhor Biografia        | Venceu    |
| 2006 | 48º Prêmio Jabuti | Prêmio Jabuti - Livro do Ano Não Ficção | Venceu    |